# Margarethe Arndt-Ober
Margarethe Arndt-Ober (Berlín, 15 d'abril de 1885 - Bad Sachsa, 17 de març de 1971) fou una cantant d'òpera alemanya que va tenir una carrera internacional activa durant la primera meitat del segle xx. Fou una contralt i mezzosoprano altament qualificada i va gaudir d'una associació particularment llarga i fructífera amb l'Opera Estatal de Berlín, entre 1907 i 1944. També va ser un notable cantant principal al Metropolitan Opera de Nova York entre el 1913 i el 1917.

## Biografia
Nascuda a Berlín, Margarethe Ober va estudiar cant a aquella ciutat amb Benno Stolzenberg i Arthur Arndt. Amb aquest últim es casaria finalment en 1910.
Ober va fer el seu debut en l'òpera professional com Azucena en Il trovatore de Verdi a l'Òpera de Frankfurt en 1906. Després d'una breu temporada a l'Òpera de Szczecin, es va convertir en 1907 en una cantant principal a l'Òpera Estatal de Berlín, continuant les seves actuacions en aquest teatre al llarg de més de 35 anys. En 1908 va tenir el seu primer gran èxit a Berlín, cantant Amneris de Aida de Verdi amb Enrico Caruso en el paper de Radames. El mateix any va interpretar el paper principal en l'estrena alemanya de Thérèse de Jules Massenet. L'abril de 1910 va participar en l'estrena mundial de Poia d'Arthur Nevin. En 1913 va interpretar el personatge de la princesa d'Èboli en l'estrena berlinesa de Don Carlos de Verdi.
En 1913 Ober va aparèixer en la companyia del Metropolitan Opera de Nova York, cantant en aquell teatre durant quatre temporades. Va debutar amb la companyia el 21 de novembre de 1913, com Ortrud de Lohengrin de Richard Wagner. Amb la companyia va cantar amb èxit Octavian en l'estrena als Estats Units de Der Rosenkavalier de Richard Strauss, Katharine en la primera producció de Der Widerspenstigen Zähmung de Hermann Goetz i Alisoun en l'estrena mundial de Els contes de Canterbury de Reginald De Koven. Els seus altres papers van incloure Amneris, Azucena, Brangäne en Tristan und Isolde de Wagner, Dalila de Samson et Dalila de Camille Saint-Saëns, Eglantine a Euryanthe de Carl Maria von Weber, Erda tant en Das Rheingold com en Siegfried, Fricka en Die Walküre, Laura a La Gioconda d'Amilcare Ponchielli, Nancy en Martha de Friedrich von Flotow, Waltraute en Götterdämmerung de Wagner, i la Bruixa a Königskinder d'Engelbert Humperdinck. La seva actuació final, que feia el nombre 182 al Met, va ser com a Marina en Borís Godunov de Modest Mússorgski, el 27 d'abril de 1917. El 8 de maig de 1917, Ober va actuar en un concert en benefici del compositor Eugen Haile.
Responent als rumors sobre la imminent declaració de guerra contra Alemanya per part dels EUA, que circulaven entre els espectadors de la representació de Els contes de Canterbury del 2 d'abril de 1917, manifestacions espontànies de patriotisme nord-americà van interrompre breument la representació. Poc després que l'òpera es reprengués, Ober es va desmaiar dramàticament a la vista del públic. El 2 de novembre de 1917, pocs dies abans de l'obertura de la temporada 1917-18, el Met va cancel·lar els contractes de diversos artistes alemanys, inclòs el d'Ober, citant el seu dret a la cancel·lació reservat a esdeveniments com la guerra. Ober va demandar el teatre per incompliment del contracte, tot reclamant una quantitat de 50.000 dòlars, al·legant que ella era "simplement una artista". Va perdre el litigi, però no obstant això va romandre al país fins al final de la guerra.
Ober va tornar a Alemanya en 1919 i va reprendre la seva carrera a l'Òpera Estatal de Berlín, fins a la seva retirada dels escenaris el 1944. El 1924 va interpretar el paper de Kostelnika en l'estrena de Berlín de Jenůfa de Leoš Janáček, i l'11 de maig de 1925 va cantar al Berlín en l'estrena de Der ferne Klang de Franz Schreker, al costat de l'esposa del compositor, Maria, i de Richard Tauber, tots sota la direcció d'Erich Kleiber. Altres concerts destacats que va oferir a Berlín inclouen aparicions en tres estrenes mundials: l'opereta Die große Sünderin d'Eduard Künneke (31 de desembre de 1935) i les òperes Der singende Teufel de Franz Schreker (10 de desembre de 1928) i Peer Gynt de Werner Egk (24 de novembre de 1938).
Fora de Berlín, Ober va ser una intèrpret habitual del Festival Zoppot, al qual va assistir gairebé cada any entre el 1922 i el 1942. També va aparèixer a Espanya, als Països Baixos i a Noruega, a més de en la majoria dels grans teatres d'òpera d'Alemanya. La seva veu es conserva en diverses gravacions fetes pels segells HMV, Odeon, Parlophon, Pathé i Victor.
Al Gran Teatre del Liceu va cantar en la temporada 1922-1923 l'òpera Tristan und Isolde de Wagner, a partir de 6 de febrer de 1923.
Va morir en 1971.